# Hypopteridia albipuncta
Hypopteridia albipuncta là một loài bướm đêm trong họ Noctuidae.